# Palomares del Río
Palomares del Río település Spanyolországban, Sevilla tartományban. Palomares del Río Almensilla, Mairena del Aljarafe, Gelves, Sevilla, Dos Hermanas és Coria del Río községekkel határos. Lakosainak száma 9277 fő (2024).

## Népesség
A település népessége az elmúlt években az alábbi módon változott:
| Lakosok száma | 3881 | 4444 | 5738 | 6811 | 7709 | 8022 | 8418 | 8767 | 9083 | 9277 |
|               | 2001 | 2004 | 2007 | 2009 | 2012 | 2014 | 2017 | 2019 | 2022 | 2024 |